# Кабриес
Кабриес (фр. Cabriès) — коммуна на юго-востоке Франции в регионе Прованс — Альпы — Лазурный Берег, департамент Буш-дю-Рон, округ Экс-ан-Прованс, кантон Витроль.
Площадь коммуны — 36,55 км², население — 8362 человека (2006) с тенденцией к росту: 9011 человек (2012), плотность населения — 246,5 чел/км².

## Население
Население коммуны в 2011 году составляло 8800 человек, а в 2012 году — 9011 человек.
| 1962 | 1968 | 1975 | 1982 | 1990 | 1999 | 2004 | 2006 | 2009 | 2011 | 2012 |
| ---- | ---- | ---- | ---- | ---- | ---- | ---- | ---- | ---- | ---- | ---- |
| 1614 | 2109 | 3328 | 6120 | 7720 | 7890 | 8073 | 8362 | 8059 | 8800 | 9011 |

Динамика населения:

## Экономика
В 2010 году из 5417 человек трудоспособного возраста (от 15 до 64 лет) 3797 были экономически активными, 1620 — неактивными (показатель активности 70,1 %, в 1999 году — 65,1 %). Из 3797 активных трудоспособных жителей работали 3514 человек (1896 мужчин и 1618 женщин), 283 числились безработными (128 мужчин и 155 женщин). Среди 1620 трудоспособных неактивных граждан 612 были учениками либо студентами, 529 — пенсионерами, а ещё 479 — были неактивны в силу других причин.
На протяжении 2010 года в коммуне числилось 3535 облагаемых налогом домохозяйств, в которых проживало 8507,5 человек. При этом медиана доходов составила 27 тысяч 325 евро на одного налогоплательщика.